# Edward James Reed

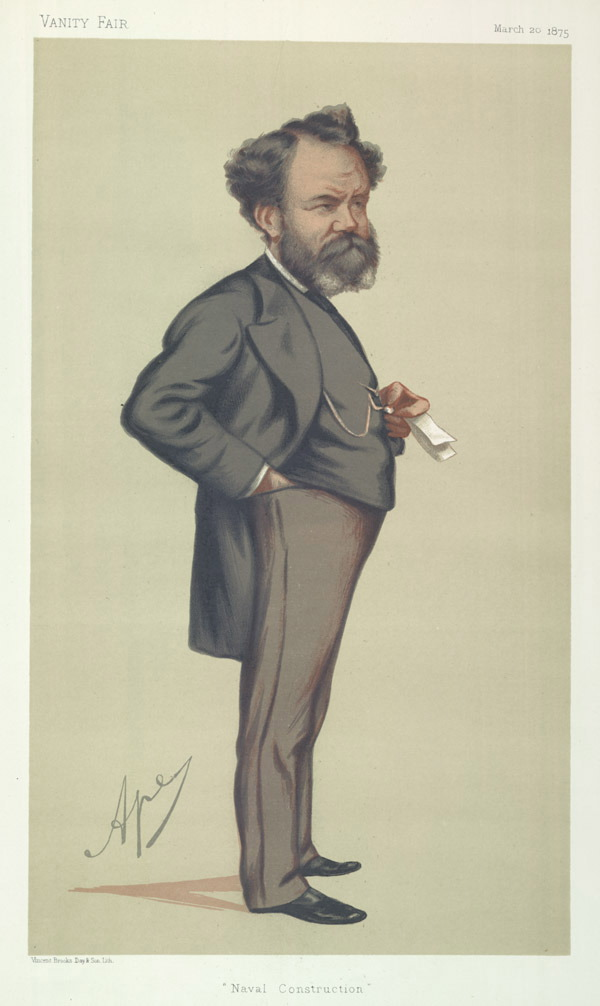
Karikatur von Reed in der Zeitschrift Vanity Fair, 1875

Sir Edward James Reed (* 20. September 1830 in Sheerness; † 30. November 1906 in London) war ein britischer Schiffbauingenieur und Politiker.

## Leben
Der 1830 geborene Edward J. Reed zählt zu den großen Schiffskonstrukteuren des Vereinigten Königreichs. Zunächst durchlief der junge Reed seine Lehrjahre als Schiffbauer auf verschiedenen Werften. 1849 wurde er als Student für die im Jahr zuvor von Joseph Woolley gegründete Schule für Mathematik und Schiffbau ausgewählt und verließ diese 1852 als einer der besten Absolventen. Nach einer Zeit in der britischen Marineverwaltung und als Verfasser schöngeistiger Literatur übernahm Reed den Posten des Herausgebers des Mechanic’s Magazine. 1854 sandte er der Admiralität einen Entwurf für eine schnelle gepanzerte Fregatte, der jedoch abgelehnt wurde. Reed zählte am 1. Januar 1860 zu den Gründern der bis heute bestehenden Institution of Naval Architects und wirkte über mehrere Jahre als dessen erster Sekretär. In dieser Position machte Reed der Admiralität erneut Vorschläge für den Bau gepanzerter Schiffe, die im Frühjahr 1863 zunächst zum Umbau der hölzernen Fregatten Research (1200 ts), Enterprise (1350 ts) und Favorite (3232 ts) unter seiner Leitung und im selben Jahr zu seiner Ernennung zum Chefkonstrukteur der britischen Marine führten. In den Übergangsjahren vom hölzernen Segelkriegsschiff zum eisernen und später stählernen Kriegsschiff mit Dampfantrieb war Reed in seiner neuen Position auch deshalb erfolgreich, weil er seine früheren Kommilitonen Nathaniel Barnaby, Frederick Kynaston Barnes und James Chessell Crossland zur Mitarbeit gewann. Das erste unter Reeds Leitung konstruierte und 1863 bis 1866 neuerbaute Kriegsschiff war die Bellerophon. Reed, Barnaby und Barnes erkannten seinerzeit den konstruktionsbedingten Nachteil des geringen Stabilitätsumfangs des aufkommenden Monitor-Kriegsschiffstyps, weshalb Reed den Bau seegehender Monitore mit Besegelung und geringem Freibord in seinem 1869 erschienenen Vortrag Stability of Monitor under Canvas kategorisch ablehnte. Trotzdem beschuldigte die Admiralität Reed, nachdem die entgegen Reeds Ansicht von Cowper Phipps Coles konstruierte HMS Captain 1870 in einem Schlechtwetter sank, während die von Reed konstruierte HMS Monarch in unmittelbarer Nähe keine Probleme mit den Seebedingungen hatte, woraufhin Reed seinen Posten aufgab.
In der Folge wechselte Reed zunächst zu Joseph Whitworth nach Manchester und wirkte darauf als freischaffender Konstrukteur in London. Die Marine des Norddeutschen Bundes erhielt in dieser freischaffenden Phase das von Reed konstruierte Kriegsschiff König Wilhelm, die Kaiserliche Marine die Schiffe Kaiser und Deutschland. In dieser Zeit zeichnete Reed auch verantwortlich für den Entwurf des Zentralbatterie-Panzerschiffes Fusō der kaiserlich japanischen Marine. 

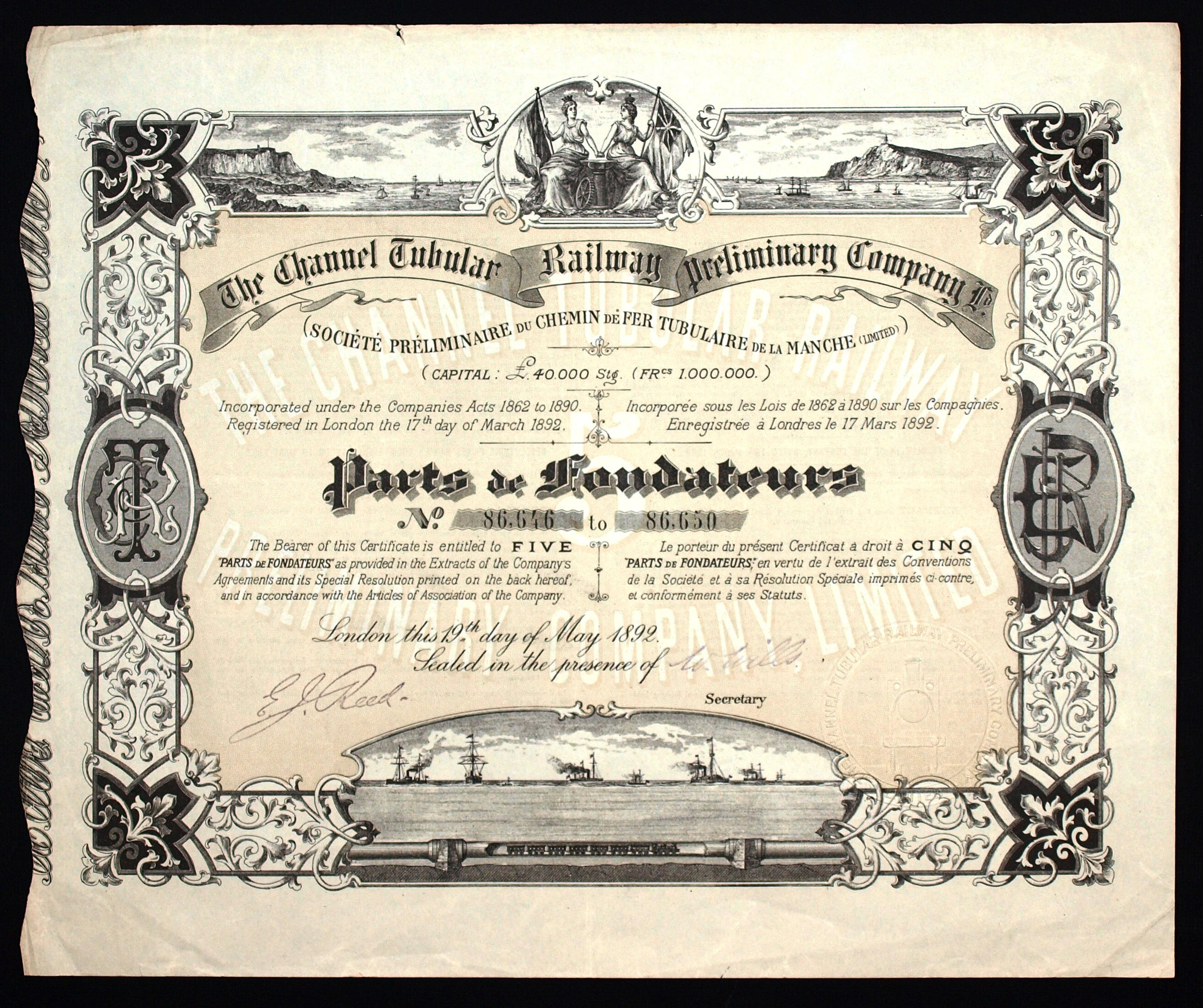
Gründeranteil der Channel Tubular Railway Preliminary Company vom 19. Mai 1892, signiert von Edward James Reed

Auf Anregung von Reed wurde 1892 in London die „The Channel Tubular Railway Preliminary Company“ gegründet, eine mit einem Kapital von 40.000 Pfund Sterling ausgestattete Gesellschaft, deren Kapitalbedarf insbesondere durch die Emission von 250.000 Genussscheinen (Parts de Fondateurs) aufgebracht werden sollte. Die Gesellschaft plante unter der Leitung von Reed den Bau eines Eisenbahntunnels durch den Ärmelkanal, durch den die Reisenden schneller an das Ziel gelangen sollten, als dies mit einer Schiffsüberfahrt möglich war. Das Vorhaben scheiterte aus politischen Erwägungen heraus.
Reed war als Vorsitzender des Load-Line-Committees des Board of Trade maßgeblich an der Ausarbeitung der Freibordvorschriften für Kauffahrteischiffe beteiligt und galt als herausragender Fachmann auf dem Gebiet der Schiffsstabilität. Er verfasste eine Reihe von Fachschriften, von denen das 1869 erschienene Buch Shipbuilding in Iron and Steel als Standardwerk seiner Zeit angesehen wurde. 1880 erhob das britische Königshaus Reed aufgrund seiner Verdienste um das Schiffbauwesen als Knight Commander of the Bath (KCB) in den Adelsstand. Von 1874 bis zu seinem Tod war Reed als Politiker der Liberalen Partei Mitglied im House of Commons. Er starb am 30. November 1906 in London.

## Schriften
- Shipbuilding in Iron and Steel, John Murray, 1869
- Stability of Monitor under Canvas, Transactions of the Institution of Naval Architects, Vol. 9, London 1869
- Our Ironclad Ships, their Qualities, Performance and Cost, 1869
- Japan: its History, Traditions, and Religions, John Murray, London, 1880
- The stability of ships, Ch. Griffin, London 1885
- Vessels Constructed for Service in our Colonies and Protectorates, Transactions of the Institution of Naval Architects, Vol. 48, London 1906